# 237 Coelestina
237 Coelestina eller A904 PA är en asteroid i huvudbältet som upptäcktes den 27 juni 1884 av den österrikiske astronomen Johann Palisa. Den fick senare namn efter hustrun till den österrikiske astronomen Theodor von Oppolzer.
Coelestinas senaste periheliepassage skedde den 21 juli 2022. Dess rotationstid har beräknats till 29,22 timmar. Asteroiden har uppmätts till diametern 41,08 kilometer.